# Boričevo
Boričevo este o localitate din comuna Novo mesto, Slovenia, cu o populație de 36 de locuitori.